# Arameus

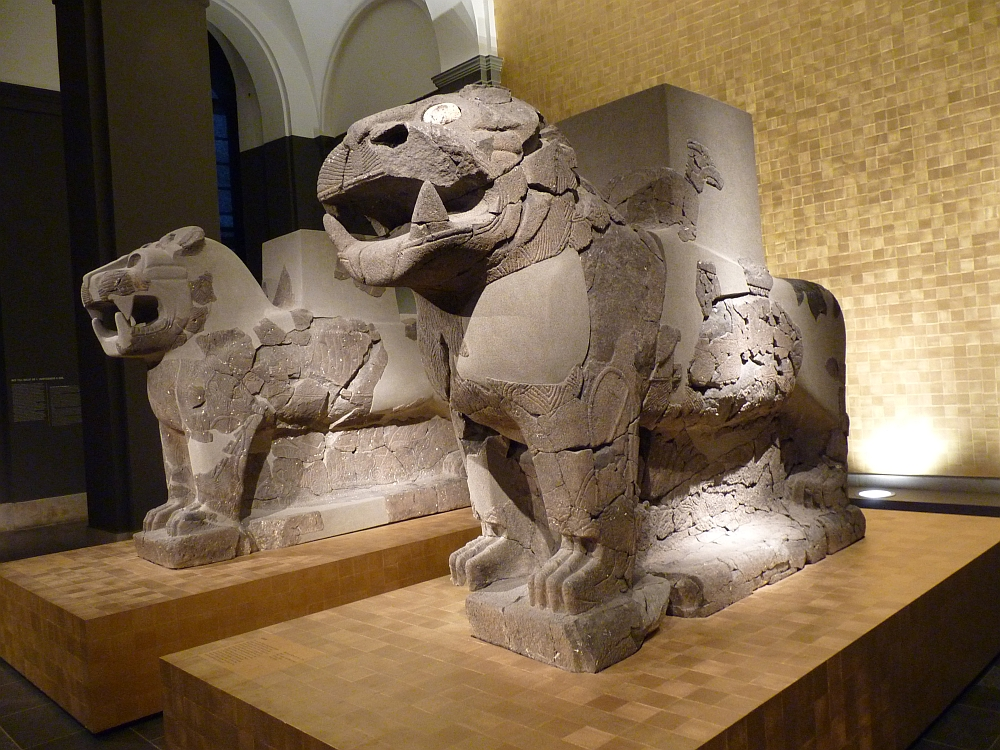
Leões guardiões aramaicos de Tel Halafe do século X a.C. no Museu de Pérgamo, em Berlim

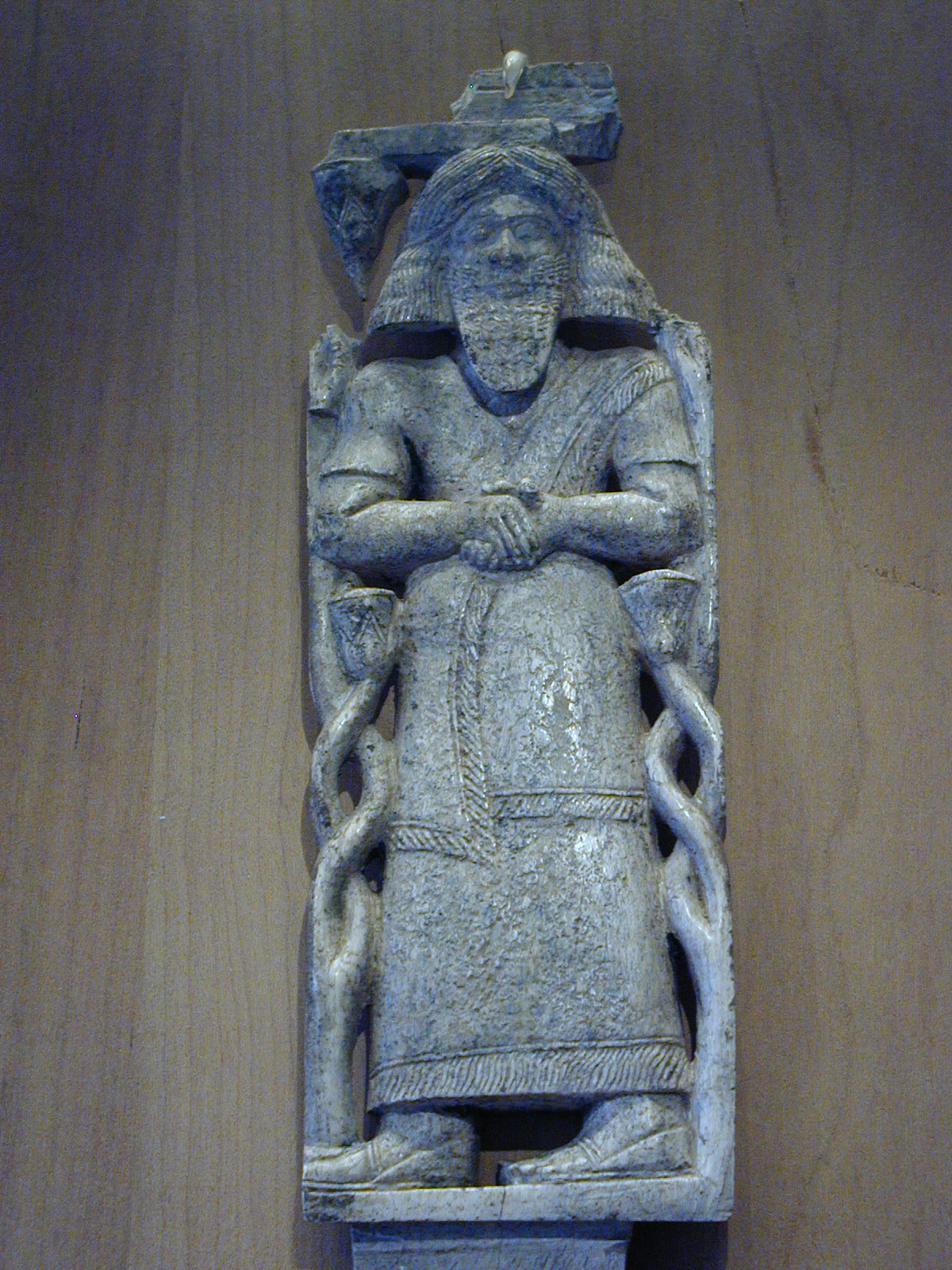
Rei Hazael de Aram-Damasco que reinou de 842 a

Os arameus (em aramaico imperial: 𐡀𐡓𐡌𐡉𐡀; em siríaco: ܣܘܪ̈ܝܝܐ ܐܪ̈ܡܝܐ; romaniz.: ārāmāyē / suryoye), também conhecidos como siríacos, são um grupo étnico nativo da Mesopotâmia e do Levante, no Próximo Oriente. A região natal dos arameus, conhecida na literatura antiga como Aram, estendia-se pelo que é hoje o sudeste da Turquia, a Síria e o norte do Iraque. Os arameus falam e escrevem diversas variantes modernas do aramaico, que foi em tempos a língua principal do Médio Oriente. Foram um dos primeiros povos a converter-se à fé cristã e pertencem ao cristianismo siríaco (aramaico).
O genocídio sayfo provocou uma diáspora aramaica global. A opressão e a perseguição activa dos cristãos aramaicos até à data levaram-nos a estabelecer-se principalmente na Europa, América do Norte e Austrália.

## História

### Antiguidade
Os arameus traçam as suas linhas genealógicas até ao antepassado homónimo Arã, filho de Sem, filho de Noé.
A primeira nota do povo arameu em escrita cuneiforme data de 2 300 a.C. Durante o período da Idade do Bronze Final, os arameus espalharam-se por todo o Próximo Oriente. A partir de 1 100 a.C., os arameus começaram a fundar vários estados no Levante e na Mesopotâmia.
A pátria dos arameus, na qual os arameus fundaram vários reinos, chamava-se Arã. Os estados-reinos arameus mais importantes nos tempos antigos foram: Arã-Naaraim, Nasibina, Arã-Damasco, Bit-Zamani, Bit-Halupe, Bit-Bahiani, Aram Zobah, Hamath, Bit-Adini e Bit-Gabbari.
Muitos nomes de reinos, cidades-estado, cidades e aldeias aramaicas contêm o termo ‘Arã’ para enfatizar a sua origem aramaica, ou começam por ‘Bit/Beth’, que significa ‘casa/terra de’. [6] Devido à forte presença dos arameus entre os rios Tigre e Eufrates, esta área cultural ficou conhecida por Arã-Naharaim: 'o Arã entre os dois rios'.
À medida que os arameus se espalharam por grandes partes do Médio Oriente, a sua língua também se espalhou. Em 700 a.C. o aramaico tornou-se a língua franca de todo o Médio Oriente. O aramaico foi também a língua imperial dos impérios assírio, babilónico e persa.

### Período helenístico
Sem período de cura, em consequência da conquista de Alexandre Magno, os nossos arameus como povo formaram a maioria da população do reino selêucida.
Os arameus, aramaicos e aram são frequentemente chamados de sírios, siríacos e siríacos, tanto em aramaico como noutras línguas. A substituição dos termos aramaico, arameu e aram foi iniciada durante o século V d.C., quando os antigos gregos começaram a utilizar o rótulo siríaco para os arameus e a sua língua. Durante esse período começou a ganhar aceitação entre as elites literárias e eclesiásticas arameus. A prática de utilizar rótulos siríacos para designar os arameus e a sua língua era muito comum entre os gregos antigos e, sob a sua influência, tornou-se também comum entre os romanos e os bizantinos.
O termo "sírio" foi aceite pelos próprios arameus durante a conversão ao cristianismo. Ao abraçar o termo "sírio", os arameus distanciaram-se do seu antigo nome e identidade pré-cristãos. O sírio tornou-se gradualmente sinónimo de arameu cristão. Dessa forma, os arameus que se converteram ao cristianismo distinguiram-se dos antigos pagãos arameus e dos seus rituais.

### Osroena

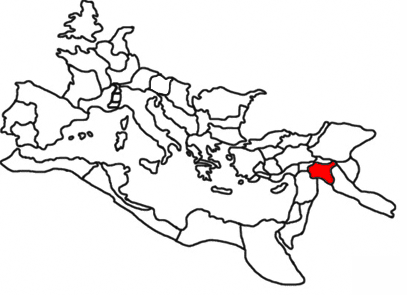
Osroena

No reino arameu de Osroena (também chamado reino de Edessa) desenvolveu-se no século I d.C. um importante dialecto aramaico. O aramaico edessano evoluiu a partir de um dialeto aramaico local falado em Osroena, centrado na cidade de Edessa.
O aramaico de Edessa ficou mais tarde conhecido como siríaco. Osroena foi fundada no século I d.C. governada por Abgar V. Abgar V de Osroena também desempenhou papel importante na cristianização dos arameus. Durante o período cristão primitivo, tornou-se a língua literária da Igreja Ortodoxa Siríaca na região histórica da antiga Síria e em todo o Próximo Oriente.
Do século V d.C. os cristãos arameus divergiram devido a diferenças teológicas. A Igreja Ortodoxa Siríaca passou por vários cismas e divisões. Várias igrejas foram fundadas. Isso também fez do siríaco a língua literária de outras igrejas siríacas dentro do cristianismo siríaco.
A conversão de alguns reinos de origem aramaica ao cristianismo, especialmente Osroena, fez renascer a língua e a cultura aramaica. Nessa altura, o dialeto aramaico local de Edessa, que mais tarde ficou conhecido como siríaco, adotou um novo alfabeto, o Estrangelo, e deu origem a uma literatura prolífica. O siríaco foi introduzido como língua litúrgica do cristianismo siríaco. O siríaco ainda é usado nas igrejas sírias hoje.
O reino de Osroena é um dos últimos reinos arameus e caiu em 244 d.C. De acordo com várias fontes, Osroena tornou-se o primeiro estado cristão do mundo no ano 200 d.C. Embora o Próximo Oriente estivesse sob o controlo do Império Romano e do Império Parta, e depois do Império Persa Sassânida, do século I ao VII d.C., era culturalmente aramaico.

### Império Palmireno

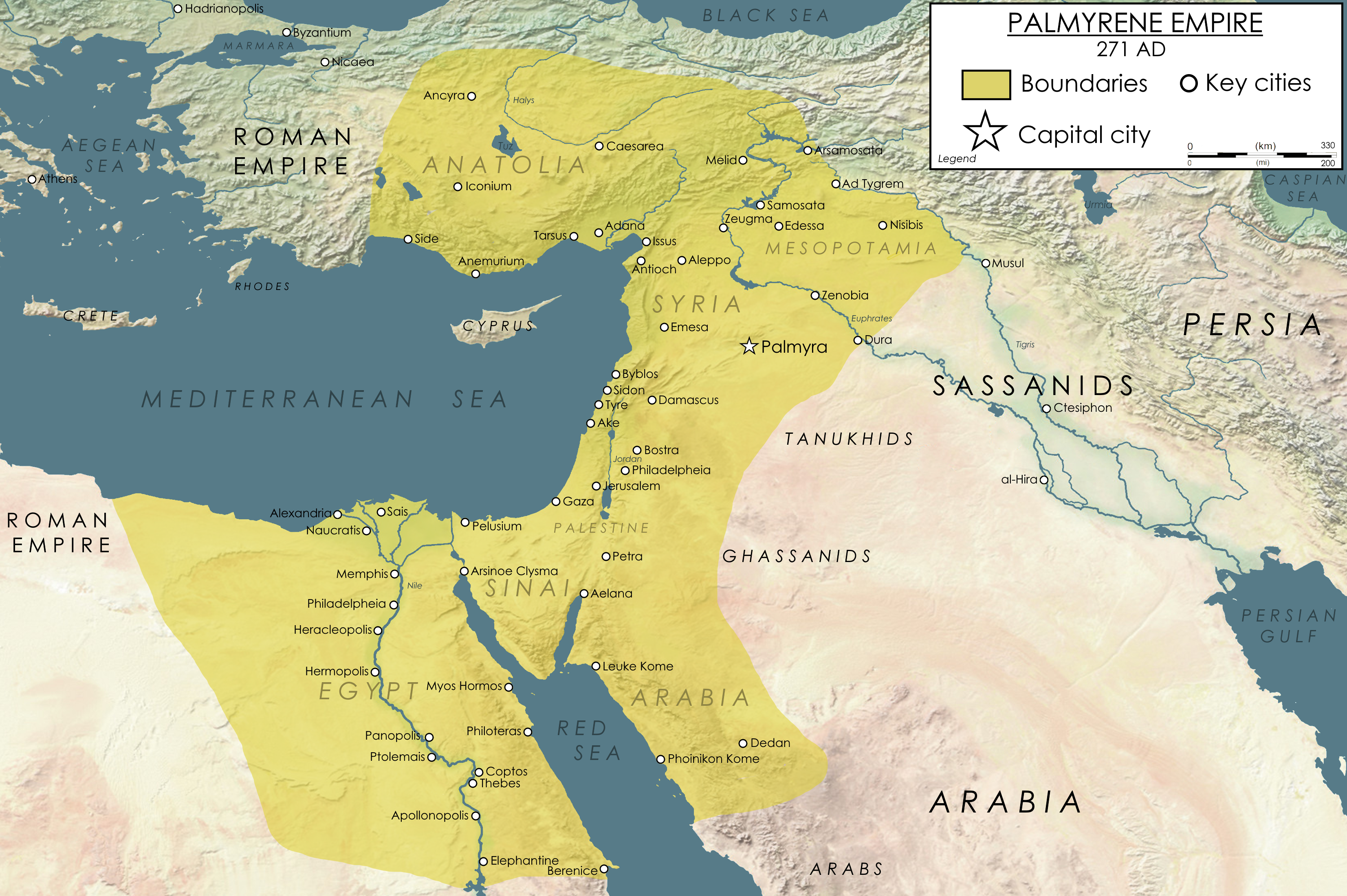
O Império Palmireno atingiu a sua maior extensão, em

Em 260 d.C. foi fundado o reino arameu de Palmira. Batizado em homenagem à sua capital, o Império Palmireno separou-se do Império Romano em 270 d.C. O império palmireno era governado pela rainha aramaica Zenóbia. Zenóbia conquistou grande parte do Médio Oriente com o seu exército em pouco tempo. O Império Palmireno foi independente até ser derrotado pelo Império Romano em 272 d.C.
Embora o Império Palmireno tenha existido por pouco tempo, é recordado por ser governado por uma das mulheres mais ambiciosas e poderosas da Antiguidade.

### Escola de Nísibis, Escola de Edessa e Escola de Antioquia
Nos séculos III e IV d.C. foram fundadas várias escolas (teológicas) importantes. As mais proeminentes foram a escola de Edessa, a escola de Nísibis e a escola de Antioquia. A escola de Edessa foi uma escola teológica cristã de grande importância para o mundo arameu. Foi fundada já no século II pelos reis da dinastia Abgar de Osroena.
Cerca de 350 d.C. a escola de Nísibis foi fundada por Jacob de Nísibis. Era constituída por três departamentos básicos onde eram ensinadas teologia, filosofia e medicina. É por vezes chamada a primeira universidade do mundo. Outra cidade onde a teologia foi ensinada desde cedo foi Qennishrin. Esta cidade era uma diocese cristã, mas foi posteriormente elevada à dignidade de arquidiocese autocéfala. A cidade está localizada a 25 km a sudoeste de Alepo.

### Idade de ouro dos arameus e da literatura aramaica
O período compreendido entre o século V e o século IX é considerado a época áurea dos arameus e da sua literatura. Na história dos povos antigos e modernos, não há época como aquela em que os arameus se tornaram famosos pelas suas realizações médicas, filosóficas e históricas tanto na língua aramaica como na grega. O período assistiu à maior produção de textos aramaicos em disciplinas como filosofia, lógica, medicina, matemática, astronomia, alquimia, história, teologia, linguística e literatura.
Alguns dos autores mais proeminentes incluem os poetas Narsai e Jacob de Serugh, os comentadores bíblicos Ishodad de Merv e John de Dara, os cientistas Sergius de Rish Ayno, Severus Seboght e os linguistas Jacob de Edessa, Anton de Takrit e Isho Bar Nun.
O século V testemunhou também a divisão da Igreja Cristã em muitas facções. Com o passar do tempo, surgiram numerosos debates teológicos, levando à criação de muitos escritos sobre o tema. Os apologistas Filoxenos de Mabbug e Babi, o Grande, e os teólogos Dadisho, Isaac de Nínive, Timóteo I, Moshe Bar Kepha e Theodore Bar Koni abordaram as controvérsias cristológicas decorrentes da divisão.
Muitas destas atividades teológicas e científicas concentraram-se em escolas e mosteiros como a Escola de Edessa, a Escola de Nisibin e o Mosteiro Mor Gabriel. Este último ainda está em uso.

### Idade Média
Do século VII d.C. verificou-se um afluxo de árabes, curdos e outros povos iranianos na Mesopotâmia. A aramização do Médio Oriente terminou com a conquista pelos árabes e muçulmanos no século VII. No entanto, muitos elementos da cultura arameu foram integrados na cultura árabe dos séculos posteriores, porque a população arameu constituía uma parte significativa da população convertida.
Os arameus conheceram inicialmente alguns períodos de liberdade religiosa e cultural, alternando com períodos de severa perseguição religiosa e étnica após a conquista muçulmana da Pérsia no século VII. Os arameus foram cada vez mais marginalizados, perseguidos e gradualmente tornaram-se uma minoria na sua própria terra natal. Os arameus contribuíram com a sua língua para as civilizações islâmicas, traduzindo obras de filósofos gregos para aramaico e, mais tarde, para árabe. Destacavam-se também na filosofia, ciência e teologia e os médicos pessoais dos califas abássidas eram frequentemente arameus.
Os arameus indígenas tornaram-se cidadãos de segunda classe (Dhimmi) sob o domínio islâmico. Os arameus tinham de pagar impostos especiais para os não muçulmanos (Djizya e Kharaj) e não tinham os mesmos direitos que os muçulmanos. Também não foi permitido difundir ainda mais a fé cristã. Contudo, ao mesmo tempo, foram protegidos e autorizados a aplicar as suas próprias regras às suas vidas. A cultura e a língua aramaica foram gradualmente substituídas, resultando no árabe como a nova cultura dominante do Médio Oriente.
Os arameus continuaram a persistir na preservação da sua língua e do cristianismo. Os números diminuíram durante os reinados dos califas, dos cruzados, dos fatímidas, de Timur Lenk e do Império Otomano.

### Império Otomano
O Império Otomano tinha um sistema elaborado para governar os "Povos do Livro" não-muçulmanos. Admitiram monoteístas que se acreditava terem uma tradição sagrada e separaram-nos das pessoas que identificaram como pagãs de acordo com a tradição islâmica. As pessoas do Livro são judeus, cristãos e mandeístas (em alguns casos zoroastrianos). Foram tratados como menos valiosos, mas tolerados. Com o tempo, dependendo do período, foram severamente oprimidos pela sua fé cristã.
No Império Otomano, este estatuto religioso tornou-se sistemático como modelo de governação da “nação”. Cada minoria religiosa prestava contas ao governo através do seu principal representante religioso. Os cristãos estão divididos em muitos grupos étnicos e seitas organizadas numa hierarquia de bispos, geralmente liderada por um patriarca.
Os arameus caíram pela primeira vez sob o controlo do millet arménio durante muito tempo, mas no século XIX cada igreja arameia obteve lentamente o seu próprio millet. Dentro do Império Otomano, existiam quatro millets de origem aramaica: millet siríaco-ortodoxo (também chamado de millet' sírio antigo), millet' siríaco-católico, millet católico caldeu e um millet' nestoriano. Cada millet' era liderado pelo seu próprio patriarca.

### Era moderna
Ao longo da história, os arameus, como povo, contribuíram muito para a civilização mundial com o seu conhecimento, língua e comércio, mas foram severamente oprimidos e perseguidos ao longo da história e ainda hoje são oprimidos. Durante os massacres de Diyarbakir em 1893-1896, cerca de 25.000 arameus foram mortos.

#### Genocídio arameu (Sayfo)
No período de 1915-1920, centenas de milhares de arameus que viviam no norte da Mesopotâmia (atual sudeste da Turquia e noroeste do Irão) foram deportados, passaram fome e foram sistematicamente assassinados por soldados otomanos e paramilitares curdos. Estima-se que 300 000 arameus tenham sido mortos durante o genocídio arameu.
O genocídio arameu refere-se ao massacre em massa e à deportação de cristãos arameus no sudeste da Anatólia e na província da Pérsia, no Azerbaijão, pelas tropas otomanas e pelas tribos curdas durante a Primeira Guerra Mundial. O assassinato em massa de arameus começou a 15 de junho de 1915 em Diyarbakir. De acordo com várias fontes e testemunhas oculares, centenas de milhares de arameus que viviam no norte da Mesopotâmia foram deportados à força, passaram fome e foram assassinados. Estima-se que entre 275 000 e 300 000 arameus tenham sido massacrados pelas tropas otomanas e pelos seus aliados curdos. Em muitas cidades, todos os homens arameus foram mortos e as mulheres tiveram de fugir. Estes massacres foram frequentemente levados a cabo por iniciativa de políticos locais e de tribos curdas. A exposição, as doenças e a fome durante a fuga dos arameus aumentaram o número de mortos e, em algumas zonas, as mulheres foram amplamente sujeitas a abusos sexuais. Os arameus que viviam mais a sul, nos atuais Síria e Iraque, não foram alvo de genocídio. O genocídio levou a uma migração em grande escala de arameus que viviam na Turquia para países vizinhos, como a Síria, o Irão e o Iraque, bem como para outros países vizinhos dentro e à volta do Médio Oriente, como a Palestina/Israel, o Líbano e a Arménia.
Os arameus referem-se ao genocídio arameu com a palavra Sayfo e falam também do ano da espada. O genocídio arameu ocorreu simultaneamente e esteve intimamente relacionado com o genocídio arménio, embora o genocídio arameu seja considerado menos sistemático. Os atores locais desempenharam um papel maior do que o governo otomano, mas também ordenou ataques a certos arameus.
Após o genocídio arameu em 1915, Inácio Afrém I Barsoum viajou pela terra natal arameu para visitar os sobreviventes do genocídio. O Patriarca Aphrem I Barsoum também viajou pela Europa para cidades como Lausanne, Genebra e Paris para representar os arameus a nível internacional. Aphrem Barsoum trabalhou na reconstrução do povo arameu e da Igreja Ortodoxa Síria e realizou várias atividades para que tal acontecesse.
Em 1933, a sede da Igreja Ortodoxa Síria foi transferida de Mardin para Homs, na Síria, devido à má situação política na Turquia. Desde 1959 que a sede está localizada em Bab Tuma, Damasco, capital da Síria. Várias opressões e perseguições, como os massacres de Diyarbakir, os massacres de 1843 e 1846 em Hakkari, o genocídio arameu, os massacres de Simele, a Guerra Civil Síria, a Guerra do Iraque e a ascensão do EI em 2014, resultaram na fixação dos arameus principalmente no mundo ocidental.

### século XXI
Em Israel, os arameus são reconhecidos como uma etnia separada dos árabes. Sob a orientação do Ministério do Interior, as pessoas nascidas como arameus cristãos podem registar-se como arameus desde Setembro de 2014. Também é permitido ensinar em aramaico. Após o registo, a etnia arameu é exibida nos cartões de identidade dos cidadãos arameus cristãos. Anteriormente, os cidadãos arameus eram registados como árabes.
Na cidade arameu de Midyat, na Turquia, os arqueólogos encontraram a maior cidade subterrânea do mundo em 2022. A cidade foi construída por cristãos arameus que habitavam a cidade. Os arameus cristãos foram perseguidos pelos romanos nos séculos II e III e foram obrigados a adorar deuses romanos. No século II d.C. O cristianismo ainda não era uma religião oficial. Foram escavadas 49 câmaras subterrâneas, que foram escavadas no tufo poroso. Diz-se que um total de 60.000 a 70.000 pessoas viveram debaixo da terra.
Em 2023, foi inaugurada uma nova igreja ortodoxa siríaca em Istambul. Esta é a primeira nova igreja na história da República da Turquia. Com a presença do Presidente da Turquia, Recep Tayyip Erdoğan, a igreja foi oficialmente inaugurada em outubro de 2023. A igreja é dedicada a Santo Efrém, o Síriaco. A arquitetura é inspirada nas igrejas e mosteiros ortodoxos siríacos da região de Tur Abdin, na província de Mardin.

### Diáspora aramaica
A diáspora aramaica primitiva começou no século XIX com migrações da terra natal aramaica para os Estados Unidos e Canadá. O início da grande diáspora aramaica surgiu como resultado do genocídio de Sayfo, em 1915, no qual os cristãos aramaicos procuraram refúgio na América, Canadá, Brasil e Argentina. As primeiras gerações de arameus que procuraram refúgio no Ocidente já estavam assimiladas à cultura do país em que viviam. A primeira grande vaga de diáspora para a Europa começou com os trabalhadores convidados a virem trabalhar para a Europa.
Grandes comunidades da diáspora aramaica podem ser encontradas na Alemanha, Suécia, Estados Unidos e Austrália. As maiores comunidades aramaicas da Europa encontram-se em Södertälje, Gütersloh, Gießen e Twente.

## Língua aramaica

Difusão da língua aramaica

O aramaico é uma língua semítica do noroeste que teve origem na antiga Síria e se desenvolveu entre os arameus. O aramaico pertence às línguas semíticas e foi utilizado desde 700 a.C. ao século III d.C. a principal língua do Médio Oriente. O aramaico era também a língua de Jesus Cristo e dos apóstolos. Devido à expansão dos arameus por grandes partes do Médio Oriente, a sua língua também se difundiu e foi introduzida como língua oficial de impérios como os impérios assírio, babilónico e persa. A língua foi utilizada como linguagem diplomática e comercial. Cinco séculos antes da era cristã, o aramaico era também chamado de aramaico imperial. Este aramaico imperial também foi utilizado no império babilónico, mas atingiu o seu auge durante o século VI a.C. até 330 d.C. Continuou a exercer a sua influência muito tempo depois.
Para citar alguns exemplos: Foi encontrado um texto bilingue grego/aramaico no Afeganistão, descrevendo a conversão do rei indiano Aśoka ao budismo (± 250 a.C.). Este texto evidencia também a influência do aramaico, influência que se estendeu mesmo para além das fronteiras do antigo império persa. Palmira (em aramaico Tadmur), situada a leste de Damasco, no deserto da Síria, foi a capital de um próspero estado comercial arameu nos primeiros dois séculos d.C., que utilizava o aramaico como língua de comunicação. As inscrições continuam até 272 d.C.
O aramaico tem vários dialetos. A língua que se desenvolveu por volta de 1 000 a.C., em torno dos arameus pré-cristãos, ainda hoje é falada no Próximo Oriente e na diáspora arameu, principalmente pelos cristãos arameus e, em menor grau, pelos judeus Mizrahi e muçulmanos arameus.
As variantes do aramaico falado contemporâneo são classificadas na ciência e no mundo académico e referidas com os termos técnicos neoaramaico (ou aramaico moderno). As variantes estão divididas em 3 grupos geográficos específicos.
- Neo-aramaico ocidental (ܣܪܝܘܢ, Siryon) originalmente falado nas localidades arameias de Maaloula, Jubb'adin e Bakh'a, a nordeste da capital síria, Damasco.[39][40][41][42]
- Neo-aramaico central (ܛܘܪܝܐ, Turoyo) originalmente falado na região de Tur Abdin, no sudeste da Turquia. Mlaḥsô, outra variante neoaramaica central falada perto de Diyarbakir foi recentemente extinta.[43][44][45][46]

- Neo-aramaico nordestino (termo guarda-chuva: ܣܘܪܝܬ, Sureth), ao contrário dos outros dois grupos, o neoaramaico nordestino é constituído por muitas variantes faladas por arameus e judeus. As variantes podem diferir muito entre si. A inteligibilidade mútua com outros falantes varia de região para região e frequentemente de aldeia para aldeia. O neoaramaico do nordeste era falado na Mesopotâmia (oriental), do Tigre a leste, Hakkari no sudeste da Turquia, uma grande área que se estendia desde a planície de Urmia no noroeste do Irão até à planície de Nínive, regiões de Erbil, Kirkuk e Duhok no norte do Iraque. Também houve oradores em cidades a sul do Iraque.[47]

Devido às opressões e migrações, as variantes do aramaico também foram faladas fora das suas regiões linguísticas de origem. Turoyo também se tornou dominante em Qamishli após o genocídio arameu. Qamishli foi construído por sobreviventes do genocídio arameu, a maioria dos quais vieram de Tur Abdin. Ibrahim Ḥanna, o último falante fluente de Mlaḥsô, também morreu em Qamishli, em 1998.
Os arameus nestorianos migraram pela primeira vez de Hakkari para o Iraque durante o genocídio arameu em 1915. Um número significativo fugiu pela segunda vez em consequência dos Massacres de Simele e estabeleceu aldeias ao longo do rio Khabur, na Síria. Como resultado, a sua língua, o neoaramaico nordestino, tornou-se a língua dominante nesta área.

### Escrita aramaica

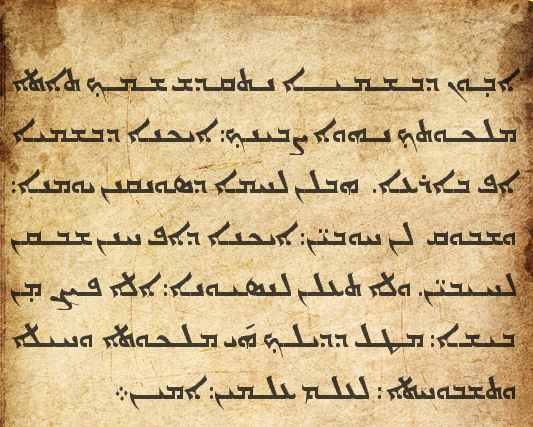
O Pai Nosso na escrita Estrangelo em aramaico

O atual alfabeto siríaco lê-se da direita para a esquerda e descende do antigo alfabeto aramaico. O alfabeto siríaco é uma continuação direta do aramaico e é visto como o melhor desenvolvimento dentro da língua aramaica. Aproximadamente 90% da literatura aramaica está escrita no alfabeto siríaco. O alfabeto tem 22 letras que representam consoantes, três das quais também podem ser utilizadas para representar vogais. Os sons vocálicos são fornecidos pela memória do leitor ou por diacríticos opcionais. Siríaco é uma escrita cursiva na qual algumas, mas não todas, as letras de uma palavra estão ligadas. Foi utilizado para escrever a língua aramaica desde o século I d.C.
A forma mais antiga e clássica do alfabeto chama-se Estrangelo. Embora o Estrangelo já não seja utilizado como escrita principal para escrever siríaco, é utilizado digitalmente para comunicar em aramaico. O dialecto aramaico siríaco oriental é geralmente escrito na forma Madenhoyo do alfabeto, que é frequentemente traduzida como "conversacional" ou "contemporâneo", reflectindo o seu uso na escrita neo-aramaica. O dialecto aramaico siríaco ocidental é geralmente escrito na forma Serto do alfabeto. A maioria das letras são claramente derivadas de Estrangelo, mas são linhas simplificadas e suaves.
As palavras siríaco e aramaico foram utilizadas tanto para a língua como para o alfabeto. Siríaco pode, portanto, referir-se ao dialecto aramaico de Edessa. Por causa das suas origens em Edessa (Urfa), o siríaco é também chamado de aramaico edessano (Urhoyo). O siríaco é uma continuação direta e o melhor desenvolvimento do aramaico. Além disso, o siríaco pode referir-se à língua/escritura aramaica. As palavras siríaco e aramaico tornaram-se sinónimos e foram utilizadas alternadamente. Não só o dialecto de Edessa é chamado de siríaco. Por exemplo, o dialecto aramaico de Maaloula é chamado Siryon (Síriaco) em aramaico, embora não seja o dialecto siríaco do aramaico.
O reino aramaico de Osroene é visto como a pátria linguística do aramaico edessano (síriaco). A maioria dos habitantes de Osroene eram arameus.

## Cultura arameu
Muitos elementos culturais da cultura aramaica têm origem em grande parte no cristianismo siríaco. A Igreja Ortodoxa Siríaca desempenhou um papel importante na cultura arameu desde o primeiro d.C. Outros elementos provêm da geografia, literatura, arquitetura, dança e música dos arameus.

### Música
A música folclórica aramaica existia centenas de anos antes de Cristo. As esculturas em pedra aramaica mostram que os arameus usavam tambores e outros instrumentos musicais.
Os cânticos e melodias siro-aramaicos foram preservados desde o início do Cristianismo. A música sacra da Igreja Ortodoxa Siríaca já existia nos primeiros séculos d.C. O Beth Gazo é um livro litúrgico siro-aramaico que contém uma coleção de cantos e melodias siríacas.
A primeira música folclórica aramaica foi desenvolvida a partir da música sacra da Igreja Ortodoxa Siríaca de Antioquia. A música aramaica contemporânea é uma mistura de música folclórica aramaica tradicional e géneros musicais como o pop ou o arabesco do Médio Oriente.
Cantores conhecidos da era moderna são Fuad Ispir, Ishok Yakub, Shikri Bar Lahdo, Jan Karat, Matay Ishok, Cebrael Aryo, Habib Mousa, Pascal Bachir, Indravus Bagandi e Fehmi Bagandi.

### Dança
Os arameus têm diversas danças tradicionais que são realizadas em todo o mundo, geralmente em ocasiões como casamentos, celebrações comunitárias e outros eventos. A maioria das danças folclóricas aramaicas são danças de roda. Os quatro mais conhecidos são: hurze, da katfothe (a dança dos ombros), bagiye e shekhane. A rapidez com que uma dança é executada depende do andamento do ritmo.

### Cozinha
Veja a cozinha aramaica para o artigo principal sobre este assunto.
A cozinha aramaica tem muitas semelhanças com a cozinha mediterrânica em geral e com a cozinha do Médio Oriente. Os pratos aramaicos típicos são aprag, kutle, fasuliye, shamborek e tlawhe. As sobremesas conhecidas incluem a baklava e vários tipos de klicha (bolachas) que são frequentemente servidas no Natal, na Páscoa e noutras ocasiões.
Uma bebida típica da cozinha é o Dauwghe. Além disso, os arameus eram conhecidos tanto na Antiguidade como na atualidade pelo vinho das montanhas Turo D'Izlo. Na Bíblia Hebraica, o profeta Ezequiel fala de “barris de vinho de Izla” no livro com o mesmo nome (27:19).

### Arquitetura

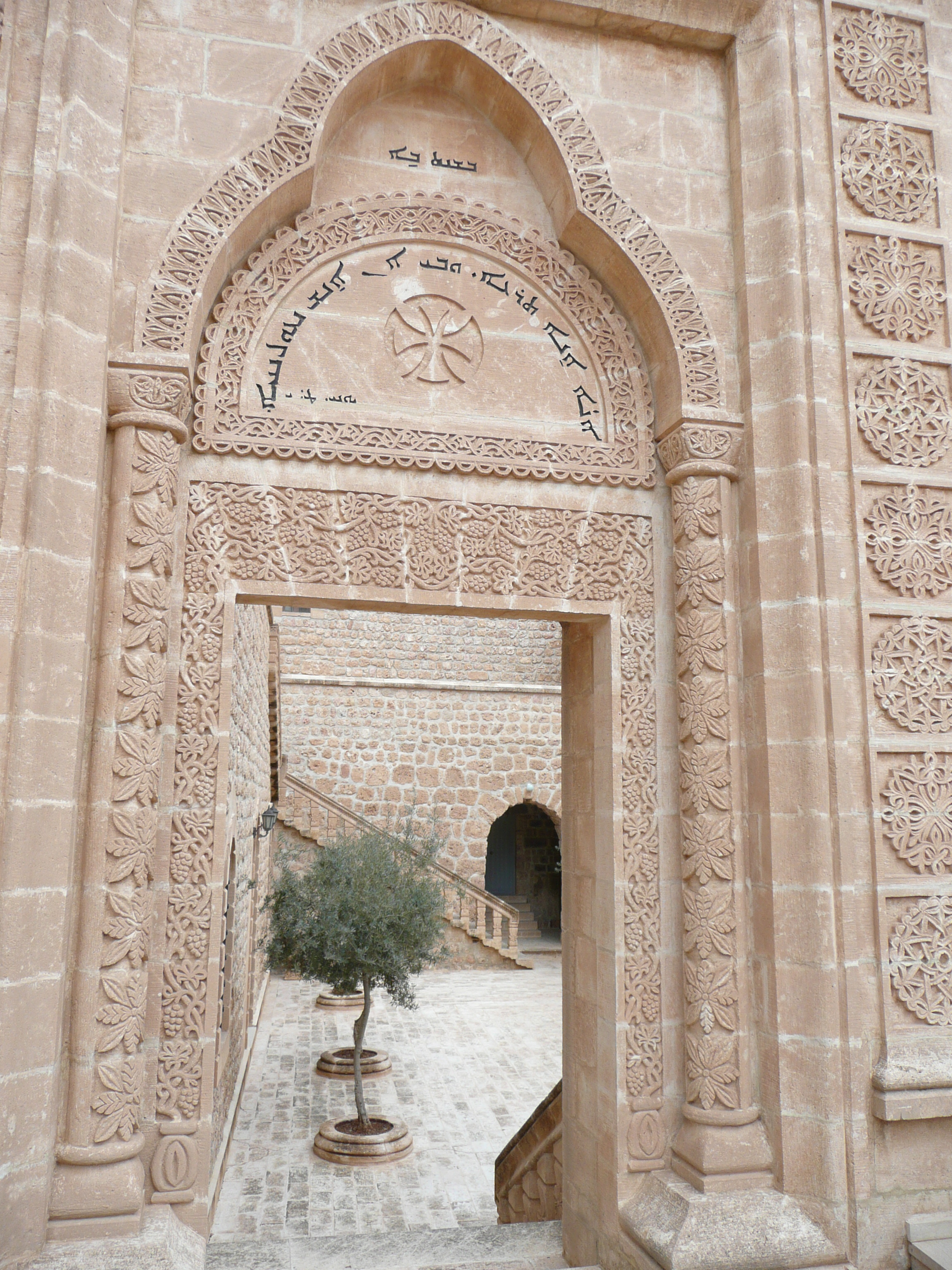
Arquitetura aramaica no Mosteiro Mor Gabriel

A região de Tur 'Abdin e outras partes da pátria arameia eram conhecidas pela sua arquitetura única[73]. O centro histórico da cidade de Midyat é conhecido pela sua riqueza arquitetónica e cultural. Igrejas, mosteiros, casas e outros edifícios históricos importantes são conhecidos pela sua pedra calcária branca e esculturas em pedra. Os edifícios têm paredes espessas. Essas paredes grossas servem para manter os edifícios frescos no verão e quentes no inverno. Todas as casas de pedra de Midyat e o resto de Tur 'Abdin foram construídas à mão nos tempos antigos. Em Midyat, as pedras das paredes exteriores descoloraram para uma espécie de tom castanho dourado. Existem muitos pomares de uvas em redor dos edifícios. A colheita é utilizada principalmente para a viticultura. Além disso, Midyat tem um comércio ativo de joias e utensílios de prata.
Na cidade arameia de Midyat, os arqueólogos encontraram a maior cidade subterrânea do mundo em 2022. A cidade está repleta de artefactos. Foram encontradas dezenas de salas, igrejas, corredores, poços e um túnel com mais de 100 metros de comprimento. As descobertas são provenientes dos séculos II e III d.C. A cidade foi provavelmente construída porque os cristãos foram perseguidos pelos romanos nos séculos II e III d.C.. As famílias cristãs procuravam frequentemente abrigo em cidades subterrâneas. Diz-se que 60.000 a 70.000 pessoas viveram no subsolo.

### Esporte
Um desporto em que os arameus têm sucesso na Europa é o futebol. Os arameus fundaram clubes de futebol em vários países. Na Suécia, o clube de futebol Syriaska FC foi fundado em 1977 por arameus. O Syriaska FC jogou futebol na principal divisão de futebol da Suécia de 2011 a 2014. O clube é frequentemente visto pelos arameus como a equipa de futebol que representa os arameus em todo o mundo. Também na Suécia, foi fundado em 1980 o clube de futebol Arameiska-Syrianska IF, que joga futebol na terceira divisão mais alta do país. Na Holanda, o clube de futebol FC Aramea foi fundado em 2010 por arameus. Muitos arameus jogam também no FC Suryoye/Mediterraneo (clube de futebol fundado por italianos, mas adquirido por arameus).

## Religião

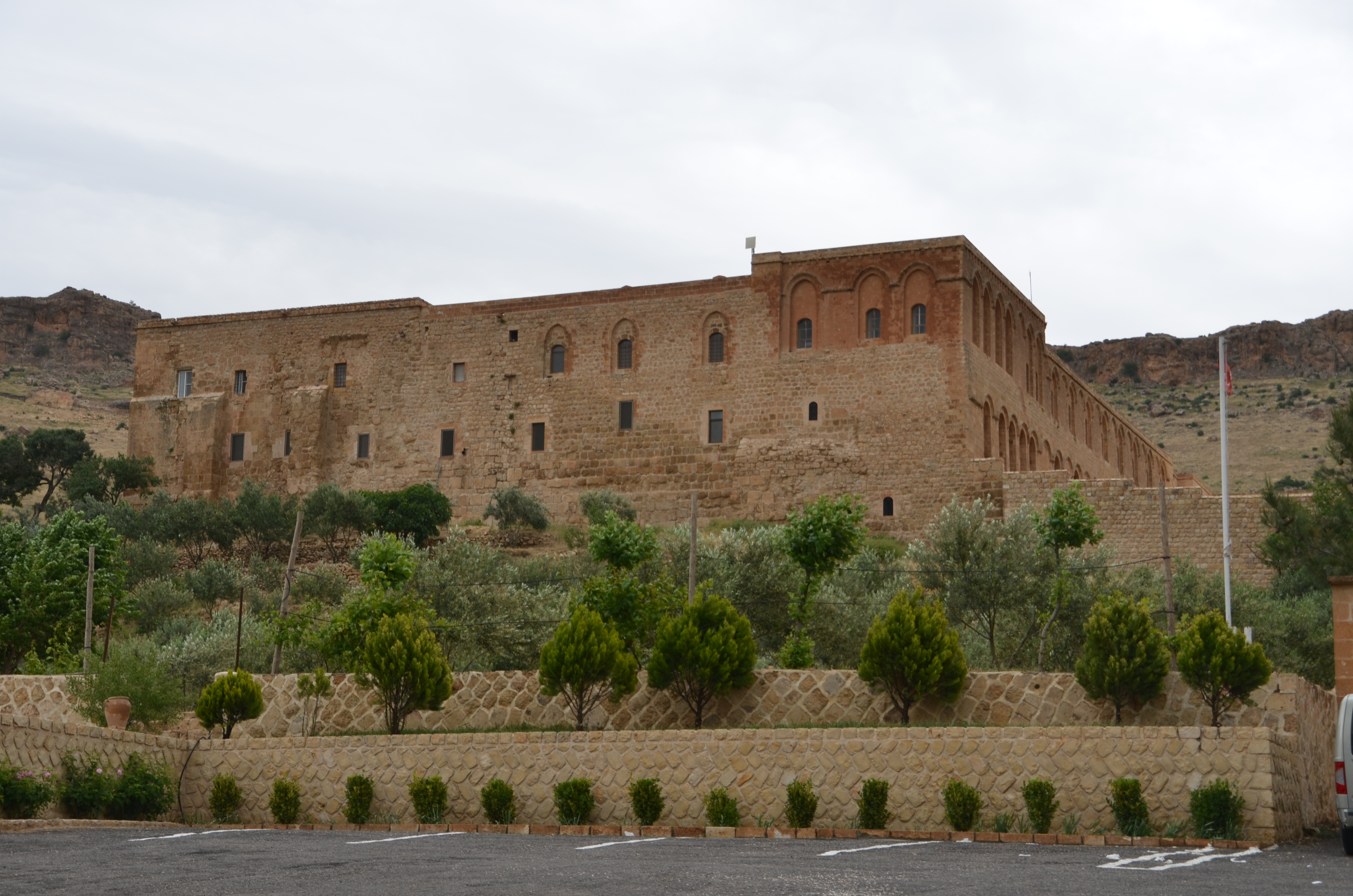
O Mosteiro Mor Hananyo (493 d.C.) albergou o patriarcado da Igreja Ortodoxa Siríaca de 1160 a 1932 d.C..

Os arameus são quase exclusivamente cristãos. Os arameus estão entre os primeiros povos a adotar o cristianismo. De acordo com várias fontes, Osroene foi o primeiro estado cristão do mundo no ano 200 d.C.
A Igreja Ortodoxa Siríaca é a igreja mãe dos arameus e foi fundada pelo Apóstolo Pedro no ano 37 d.C..
A maioria da população arameu na Europa e na Holanda são membros da Igreja Ortodoxa Síria de Antioquia (SOK). Embora a Igreja Ortodoxa Siríaca seja ainda a maior igreja Síria, a igreja passou por vários cismas e divisões.
Os primeiros arameus que deixaram a sua igreja-mãe aceitaram o Concílio de Calcedónia e juntaram-se ao Patriarcado Ortodoxo Grego de Antioquia (Rum) no ano 410 porque foram oprimidos e perseguidos pelos Bizantinos. Os cristãos aramaicos que aceitaram o Concílio de Calcedónia (451) são designados por Malkoye em aramaico. A palavra Malkoye (melquita) tem origem na palavra aramaica para rei, Malko. A vontade do imperador bizantino foi aceite, o que lhes deu o nome de “melquitas” (aqueles que aceitaram a vontade do rei bizantino).
O primeiro grande cisma dentro do Cristianismo Siríaco ocorreu em 431, quando Nestório apresentou uma nova doutrina. “Nestorianismo” refere-se à doutrina de que existem duas hipóstases distintas no Cristo encarnado: uma divina e outra humana. Nestório foi condenado por heresia. O I Concílio de Éfeso, em 431, e o Concílio de Calcedónia, em 451, condenaram Nestório e os seus ensinamentos, que enfatizavam a distinção radical entre as naturezas humana e divina de Cristo. Em 431, a Igreja Síria dividiu-se em Igreja Oriental e Ocidental. A Igreja Ocidental (Igreja Ortodoxa Síria) manteve-se fiel à fé de Antioquia. A Igreja Siríaca Oriental foi fundada em 431 e seguiu os ensinamentos de Nestório.
O ensinamento de todas as igrejas, incluindo a Igreja Ortodoxa Siríaca que aceitam o Concílio de Éfeso, é que no Cristo encarnado existe uma única hipóstase: Deus e o homem ao mesmo tempo. Esta doutrina é conhecida como união hipostática.
Um grande número de arameus converteu-se ao catolicismo sob a influência de potências e missionários europeus. Uma minoria converteu-se ao protestantismo sob a influência de missionários britânicos e americanos.
O povo arameu é predominantemente cristão. Os cristãos arameus do Médio Oriente pertencem a uma das seguintes igrejas:
Rito Síriaco Ocidental:
- a Igreja Ortodoxa Siríaca de Antioquia (Igreja Mãe) (Ortodoxa Oriental)[66]

- a Igreja Católica Siríaca (Católica) (filiada na Igreja de Roma)

- a Igreja Siríaco-Maronita (Católica) (afiliada na Igreja de Roma)

Rito Síriaco Oriental:
- a Igreja Assíria do Oriente (Nestoriana)

- a Antiga Igreja do Oriente (Nestoriana)

- a Igreja Católica Caldeia (Católica) (filiada na Igreja de Roma)

Rito Bizantino:
- Patriarcado Ortodoxo Grego de Antioquia (Ortodoxa Bizantina) (Rum)

- Igreja Greco-Católica Melquita (Católica) (Afiliada da Igreja de Roma) (Rum)